# 7632 Stanislav
7632 Stanislav este un asteroid din centura principală de asteroizi.

## Descriere
7632 Stanislav este un asteroid din centura principală de asteroizi. A fost descoperit pe 20 octombrie 1982 la Observatorul de Astrofizică din Crimeea de Liudmila Karacikina. El prezintă o orbită caracterizată de o semiaxă mare de 2,23 ua, o excentricitate de 0,09 și o înclinație de 3,4° în raport cu ecliptica.